# Аббвіль (округ)
Округ Аббвіль (фр. Arrondissement d'Abbeville) — округ у Франції, в департаменті Сомма. 2023 року округ об'єднував 164 муніципалітети, населення становило 123 265 осіб.
Адміністративний центр (супрефектура) — Аббвіль.

## Муніципалітети
Список муніципалітетів округу та їхні коди INSEE:
1. Аббвіль (80001)
2. Ажанвілле (80006)
3. Аї-ле-О-Клоше (80009)
4. Алланкур (80406)
5. Аллене (80018)
6. Аллері (80019)
7. Амбревіль (80265)
8. Аргуль (80025)
9. Арре (80029)
10. Аррі (80030)
11. Аше-ан-Віме (80004)
12. Баєль (80051)
13. Беан (80076)
14. Белланкур (80078)
15. Берне-ан-Понтьє (80087)
16. Бетанкур-сюр-Мер (80096)
17. Беттанкур-Рив'єр (80099)
18. Бошам (80063)
19. Браї-Корнеотт (80133)
20. Бре-ле-Марей (80135)
21. Брюкам (80145)
22. Брютель (80146)
23. Буамон (80110)
24. Бувенкур-сюр-Брель (80127)
25. Бурсвіль (80124)
26. Буттанкур (80126)
27. Буффле (80118)
28. Буянкур-ан-Сері (80120)
29. Бюїньї-л'Аббе (80147)
30. Бюїньї-ле-Гамаш (80148)
31. Бюїньї-Сен-Маклу (80149)
32. Бюссю-Бюссюель (80155)
33. Б'янкур (80104)
34. Валін (80775)
35. Веркур (80787)
36. Віллер-су-Аї (80804)
37. Віллер-сюр-Оті (80806)
38. Вім (80809)
39. Вірі-о-Мон (80825)
40. Віроншо (80808)
41. Віц-сюр-Оті (80810)
42. Во-Маркеннвіль (80783)
43. Водрикур (80780)
44. Вошель-ле-Кенуа (80779)
45. Врон (80815)
46. Вуаньярю (80826)
47. Вуенкур (80827)
48. Гамаш (80373)
49. Гапенн (80374)
50. Гешар (80396)
51. Горанфло (80380)
52. Гран-Лав'є (80385)
53. Гребо-Меній (80388)
54. Дарні (80235)
55. Домва (80250)
56. Домінуа (80244)
57. Домкер (80249)
58. Домп'єрр-сюр-Оті (80248)
59. Дрюка (80260)
60. Дудленвіль (80251)
61. Еньєвіль (80008)
62. Епань-Епаньєтт (80268)
63. Еркур (80280)
64. Ерні (80281)
65. Ерондель (80282)
66. Естре-ле-Кресі (80290)
67. Естребеф (80287)
68. Івранш (80832)
69. Івранше (80833)
70. Ізангреме (80834)
71. Іокур-Бюссю (80830)
72. Іонваль (80836)
73. Кайо-сюр-Мер (80182)
74. Камброн (80163)
75. Кан (80649)
76. Канші (80167)
77. Каон (80161)
78. Каур (80171)
79. Кенуа-ле-Монтан (80654)
80. Кокерель (80200)
81. Конде-Фолі (80205)
82. Крамон (80221)
83. Кресі-ан-Понтьє (80222)
84. Кулонвілле (80215)
85. Ламотт-Бюле (80462)
86. Ланшер (80464)
87. Ле-Буаль (80109)
88. Ле-Кротуа (80228)
89. Ле-Тітр (80763)
90. Ліжескур (80477)
91. Ліме (80482)
92. Лон (80486)
93. Лонпре-ле-Кор-Сен (80488)
94. Льєркур (80476)
95. Марей-Кобер (80512)
96. Мартеннвіль (80518)
97. Маш'єль (80496)
98. Маші (80497)
99. Мезон-Понтьє (80501)
100. Мезон-Ролан (80502)
101. Менелі (80527)
102. Меній-Домкер (80537)
103. Меньєр (80500)
104. Мерелессар (80529)
105. Мерс-ле-Бен (80533)
106. Міанне (80546)
107. Мільнкурт-ан-Понтьє (80548)
108. Мон-Бубер (80556)
109. Муаєннвіль (80578)
110. Муфле (80574)
111. Нампон (80580)
112. Неї-ле-Дьян (80589)
113. Неї-л'Опіталь (80590)
114. Нефмулен (80588)
115. Ніба (80597)
116. Нуаєль-ан-Шоссе (80599)
117. Нуаєль-сюр-Мер (80600)
118. Нувіон (80598)
119. О (80039)
120. Окур-сюр-Сомм (80262)
121. Оне (80609)
122. Отвілле-Увіль (80422)
123. Ошанкур (80603)
124. Панде (80618)
125. Пон-Ремі (80635)
126. Понтуаль (80633)
127. Понш-Естрюваль (80631)
128. Пор-ле-Гран (80637)
129. Рамбюрель (80662)
130. Реньєр-Еклюз (80665)
131. Рю (80688)
132. Саї-Флібокур (80692)
133. Сен-Блімон (80700)
134. Сен-Валері-сюр-Сомм (80721)
135. Сен-Кантен-ан-Турмон (80713)
136. Сен-Кантен-ла-Мотт-Круа-о-Баї (80714)
137. Сен-Максан (80710)
138. Сен-Рик'є (80716)
139. Сеньвіль (80691)
140. Сітерн (80196)
141. Сорель-ан-Віме (80736)
142. Тефль (80764)
143. Тіюа-Флоривіль (80760)
144. Тур-ан-Віме (80765)
145. Тюллі (80770)
146. У-Маре (80613)
147. Фав'єр (80303)
148. Фек'єр-ан-Віме (80308)
149. Фонтен-сюр-Ме (80327)
150. Фонтен-сюр-Сомм (80328)
151. Фор-Маон-Плаж (80333)
152. Форе-л'Аббе (80331)
153. Форе-Монтьє (80332)
154. Франле (80345)
155. Франсьєр (80344)
156. Фрессеннвіль (80360)
157. Фреттмель (80362)
158. Фривіль-Ескарботен (80368)
159. Фріокур (80364)
160. Фруаєль (80371)
161. Фрюкур (80372)
162. Шепі (80190)
163. Юппі (80446)
164. Юшеннвіль (80444)